# Општина Сеака (Олт)
Сеака (рум. Seaca) општина је у Румунији у округу Олт.
Oпштина се налази на надморској висини од 121 m.